# Yasuo Mizui
Yasuo Mizui (japanisch 水井 康雄, Mizui Yasuo; * 30. Mai 1925 in der Präfektur Kyōto, Japan; † 3. September 2008 in Apt in Frankreich) war ein japanischer Bildhauer, der in Frankreich lebte und arbeitete.

## Leben und Werk

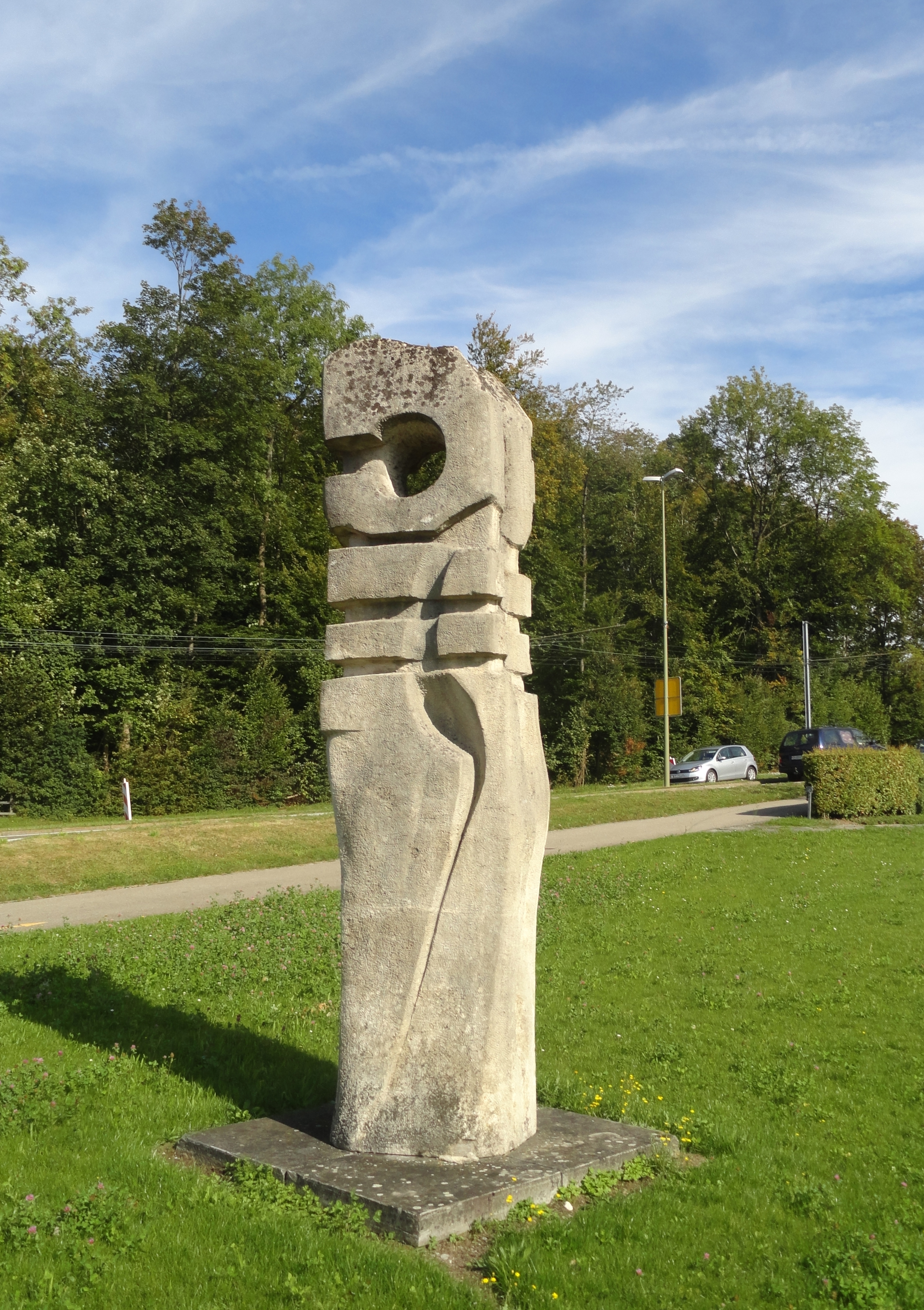
"Himmelschlüssel", Zollikon

Yasuo Mizui studierte nach dem Zweiten Weltkrieg Technik und Kunst an der Universität Kōbe. Im Jahre 1953 ging er nach Paris und studierte Bildhauerei bei Alfred Jannot an der École nationale supérieure des beaux-arts. Einer seiner Kommilitonen war César Baldaccini. Von 1954 bis 1958 assistierte er dem katalanischen Bildhauer Apel·les Fenosa in dessen Atelier in der Rue Saint Jacques. Fenosa war von Pablo Picasso und Jean Cocteau beeinflusst. Im Jahre 1955 stellte Mizui erstmals in Paris in der Galerie Volnay aus.
Mizui nahm in den 1960er und 1970er Jahren als Steinbildhauer an zahlreichen Bildhauersymposien in Israel, Tschechien, Deutschland, Japan und in den USA teil. Er war Teilnehmer an den ersten beiden bundesdeutschen internationalen Bildhauersymposien im Jahr 1961, dem Bildhauersymposion Kaisersteinbruch, in Gaubüttelbrunn in Unterfranken und dem Symposion europäischer Bildhauer 1961–1963 in Berlin. Mit Karl Prantl, Herbert Baumann, Morice Lipsi und Hiromi Akiyama war er im Jahre 1964 Mitglied im Preisgericht des Bildhauersymposion Vyšné Ružbachy im Okres Stará Ľubovňa in der Slowakei. Im Jahre 1985 erhielt er von Minister Jack Lang den Orden Commandeur de l'Ordre des Arts et des Lettres.
Im Jahre 1985 erfüllte er Seita Ohnishi den Wunsch, ein Monument für den von ihr bewunderten James Dean zu gestalten. Zusammen besuchten sie den Ort Cholame in Kalifornien, an dem Dean bei einem Autounfall im Jahre 1955 ums Leben kam.
Von 1985 an arbeitete Mizui mit Studenten am Savannah College of Art and Design an einem Projekt in Lacoste (Vaucluse), wo er sich ein Atelier einrichtete und ab 1997 dort bis zu seinem Lebensende wohnte.

## Werk (Auswahl)

### Frankreich
※ noch vorhanden
- Amiral: Pferdekopf // Amiral:tête de cheval（bronze / 1.2m x 0,9 × 0,6 / 1963 / Bois de Boulogne Paris ）
- Zeichnen mit dem Eisenspatel- 3 Stück（1966、72、74 / MUDO - Museum der Oise Beauvais）[3]
- Makrokosmos Mikrokosmos // Macrocosme Microcosme（stein / 1,3,m x 81 × 0,4 / 1968 / Village Olympique de Grenoble pour Olympische Winterspiele 1968, Bildhauersymposium ）[4]
- Blume der Midi // Fleur du Midi（stein / 3m x 1x 1 /1968 / C.E.S d'Hyères ）
- Versteinerter Wasserstrahl // Jet d'eau pétrifiée（stein / 3.2m x 8 × 8 / 1968 / Universität Bordeaux）[5]
- Meer //  La mer（stein / 1.3m x 15 × 0,35 / 1970/ C.E.S de Châteauroux）
- Mistral // Le mistral（stein / 2,5 mx 70x 0,4/1970 / C.E.S de Gardanne ）
- Geburt // Une naissance（stein / 1.3m x 36 × 0,35 /1970 / Institut universitaire de technologie de Paris ）
- Sonne - Forst - Feast // Soleil - Forêt - Fête（stein /1,3m x 36 × 0,35 / 1970 / École maternelle de Avenue de Versailles, Paris ）
- Kosmos // Cosmos（stein / 15m x 18 × 0,06 / 1970 / Cité Technique de Villefranche-sur-Saône ）
- Treffpunkt // Le point de rencontre（stein, Marmor / 1m x 3 × 3 / 1971 / École maternelle de Avenue de Versailles, Paris ）
- Dialog // Dialogue（stein/ 3.7m x 2 × 0,8 / 1971 /Université de Metz la Faculté des lettre ）
- Die Wand öffnet // Le mur qui s'ouvre（beton / 4.5m x 13 × 1,4 / 1972 / Lycée Louis Bascan de Rambouillet ）
- Quelle der Vitalität // Source de vitalité（ stein / 3m x 5 × 1 / 1973 / Lycée Louis Bascan de Rambouillet ）
- Sonnenwächter // Gardien du soleil（stein / 4m x 1 × 1 / 1973 / Groupe Scolaire de Vigneux-sur-seine）
- Symbol der Lebens // Le signe de la vie（stein  / 3m x 16 × 2,5 / 1973 / Lycée Technique d'Angoulême）
- Crest Ⅱ // Les crêtes Ⅱ（stein / 2 mx 5,5 × 1,5 / 1974 / C.E.D de Montfort-l’Amaury ）
- Die Spitzen //  Les cimes（stein / 3m x 6 × 0,6 / 1974 / C.E.S d'Oullins, Lyon ）
- Die Keimtüre // La porte de germination （stein/ 5m x 3 × 0,8 / 1975 / Lycée Technique de Dombasle ）
- La Sâon // La Sâon（stein / 2.5m x 25 × 0,5 / 1975 / Cité Technique de Villefranche-sur-Saône ）
- Eine Runde //  Une ronde （stein /3.4m x 5,6 × 2,6 / 1976 / Cité Technique de Colmar ）[6]
- Weisheit // Sagesse（stein / 4m x 2,7 × 0,6 / 1976 / Campus de l'École polytechnique de Palaiseau）
- Windbreaker // Coupe-Vent（stein / 2m x 38 × 0,35 / 1976 / Lycée Châteaubriant deRennes ）
- Wasservorhang // Rideau d'eau（béton / 3.2m x 11 × 0,3 / 1977/ Fontaine de la Place de Quatre saisons, Val-de-Reuil ）[7]
- Fest der Meer // Fête de Mer（ stein / 1.3m x 20 × 0,35 / 1977 / C.E.S de Bourbourg）
- Oscillo-Schritt // Oscillo-escalier（stein / 2m x 6 × 1,3 / 1977 / Politique des villes nouvelles françaises, Établissement public d'aménagement de Lille-Est）[8]
- Oscillo-Kaskade Ⅱ // Oscillo-cascade Ⅱ（stein / 3mx 12 × 3,5 / 1977 / Université de Nancy la Faculté des Sciences ）[9]
- Rieselnder Springbrunnen // Fontaine au filet d'eau（beton / 2m x 2 / 1978 / Politique des villes nouvelles françaises, Établissement public d'aménagement de Lille-Est ）[10]
- Bogen der Wolke // Arc du Nuage（stein / 3.6 m x 5,6 × 1,6 / 1978 / Lycée Michel-Montaigne de Bordeaux avec Jacques Barge）
- Das Auge des Zyklons // L'œil du Cyclone（stein / 2.4m x 3 × 0,6 / 1980 / Collège A.Sisley de L’Île-Saint-Denis）
- Oscillo-Crest // Oscillo-Crêtes（stein / 2.4m x 7,5 × 1,8 / 1981 / École de santé des armées de Lyon, Bron）
- Bogen auf der Erde // Arc en Terre（stein / 2.5m x 3,6 × 1,1 / 1982/ Lattes, Montpellier ）
- Hoffnung Mauer // Le mur de l'espoir  (stein/ 13m x 4,5 × 1.2 / 1989 /  Lacoste)

### Japan
※ noch vorhanden
- 《石凧》Stein Kite（stein / 2.6m x 1 × 0,5 / 1963 / Watanabe Memorial Park, Präfektur Yamaguchi）
- 《道無》MIchinashi（stein / 2m x 1 × 0.9 / 1963 / PL Kyodan, Präfektur Osaka, Bildhauersymposium Japan, Asahi Shimbun）
- 《余韻の化石》Die Wände fossiler（granit / 2mx 93 × 0.3 / 1964 / Kokuritsu Yoyogi Kyōgijō, Olympische Sommerspiele 1964）
- 《きたぎ》Kitagi（stein / 2.3m x 1 × 0.5 / 1964 / Kitagishima, Präfektur Yamaguchi）
- 《石のとびら》Rideau Stein（stein / 2m x 0,6 × 0,7 / 1969/ Hakone-Open-Air-Museum, Präfektur Kanagawa）
- 《五合目標》Endstation（stein / 1m x 2 × 0,4 / 1969 / Hakone-Open-Air-Museum, Präfektur Kanagawa）
- 《複揺》Oscillo-complex（stein / 3m x 1,3 × 1,2 / 1981 / Hakone-Open-Air-Museum, Präfektur Nagano,  Grand Prix Henry Moore）
- 《デート6》Sechs Spitzen（Indischer Sandstein/ 7m x 2,2 × 2 - 16 × 32 / 1985 / Kōbe）[11]
- 《オシロ・コンプレックスⅡ》Oscillo-complex Ⅱ Marmor/ 2m x 0,8 × 0,7 / 1986 / Sapporo Sculpture Park, Sapporo）
- 《笑石Ⅱ》Der Stein der lacht Ⅱ （granit / 2m x 0,65 × 0,6 / 1987 / Keion Temple, Nara）
- 《希望の扉》Tor der Hoffnung（Indischer Sandstein, granit / 2.5m x 2 × 0,7 / 1987 / Präfektur Okayama）
- 《石順》Jijun（Travertin Türkei/ 1.2m x 1,1 × 0,5 / 1987 / Gifu Keizai University, Präfektur Gifu）
- 《石は呼ぶ》Stein ruft mich（granit / 3m x 0,95 × 0,95 / 1987 / Gifu Keizai University, Präfektur Gifu）[12]
- 《綾柱》 Tannensäule （granit / 3m x 0,95 × 0,95 / 1991 /  Sibukawa Hall culturelle, Shibukawa, Präfektur Gunma）
- 《水登》Wasserstrahl（Indischer Sandstein, granit  / 6m x 1,1 × 1,1 / 1992 / Ōgaki, Präfektur Gifu）
- 《球登Ⅰ》Rosenkranz Ⅰ（granit / 3m x 1,1 × 0,95 / 1992 /  Ōgaki, Parc Sanjo, Präfektur Gifu）
- 《舞》Tanz（granit / 1.2m x 0,4 × 0,4 / 1996 /  Parc Tokonamé, Tokoname, Präfektur Aichi）[13]

### Andere Länder
※  noch vorhanden
- Der Schlüssel zum Himmel （stein / 3.8m x 0,8 × 0,85 / 1960 / St Margarethen, Österreich,Symposium,  verschoben in Zollikon, Zürich, Schweiz）
- Schlüssel der Liebe（stein / 4m x 0,9 × 0.6 / 1962 / Berlin, Bildhauersymposium）
- Sommer in Berlin（stein / 2m x 0,7 × 0.7/ 1962 / Berlin）
- Winter in Berlin （stein / 1.3m x 0,6 × 0.6/1963 / Berlin）
- Tribute to Negev（marmor / 3.7m x 1,7 × 0.6 / 1962 / Neguev, Israel, Bildhauersymposium）
- Terminal Ⅱ （marmor / 2.5m x 1 × 1,2 / 1961 / Partoroz, Jugoslawien, Bildhauersymposium）
- Terminal Ⅲ（marmor / 2.5m x 0,8 × 0,9 / 1961 / Kirchheim (Unterfranken), Deutschland, Bildhauersymposium）
- Tribute to Tatra（stein / 3.5m x 3x 0,65 / 1966 / Ruzbachy, Tschechoslowakei, Bildhauersymposium）
- Drei Spuren（marmor / 2m x 3 × 0,9 / 1968 / Vermont, US）[14]
- Cascade of light (kalkstein/ 4,3m x 0,9 x 1,0 / 1969 / Das 1. Internationale Bildhauersymposium, Federsee Skulpturenfeld Oggelshausen  Deutschland)[15]
- Das Echo des Lachens（marmor / 2.3m x 1,8 × 1 / 1973 / Fondation Lannan[16], Palm Beach, USA）
- weißer Rauch （stein / 3.1m x 1,1 × 0,9 / 1975 / Middelheim Open Air Sculpture Museum, Antwerpen, Belgien）[17]

## Galerie

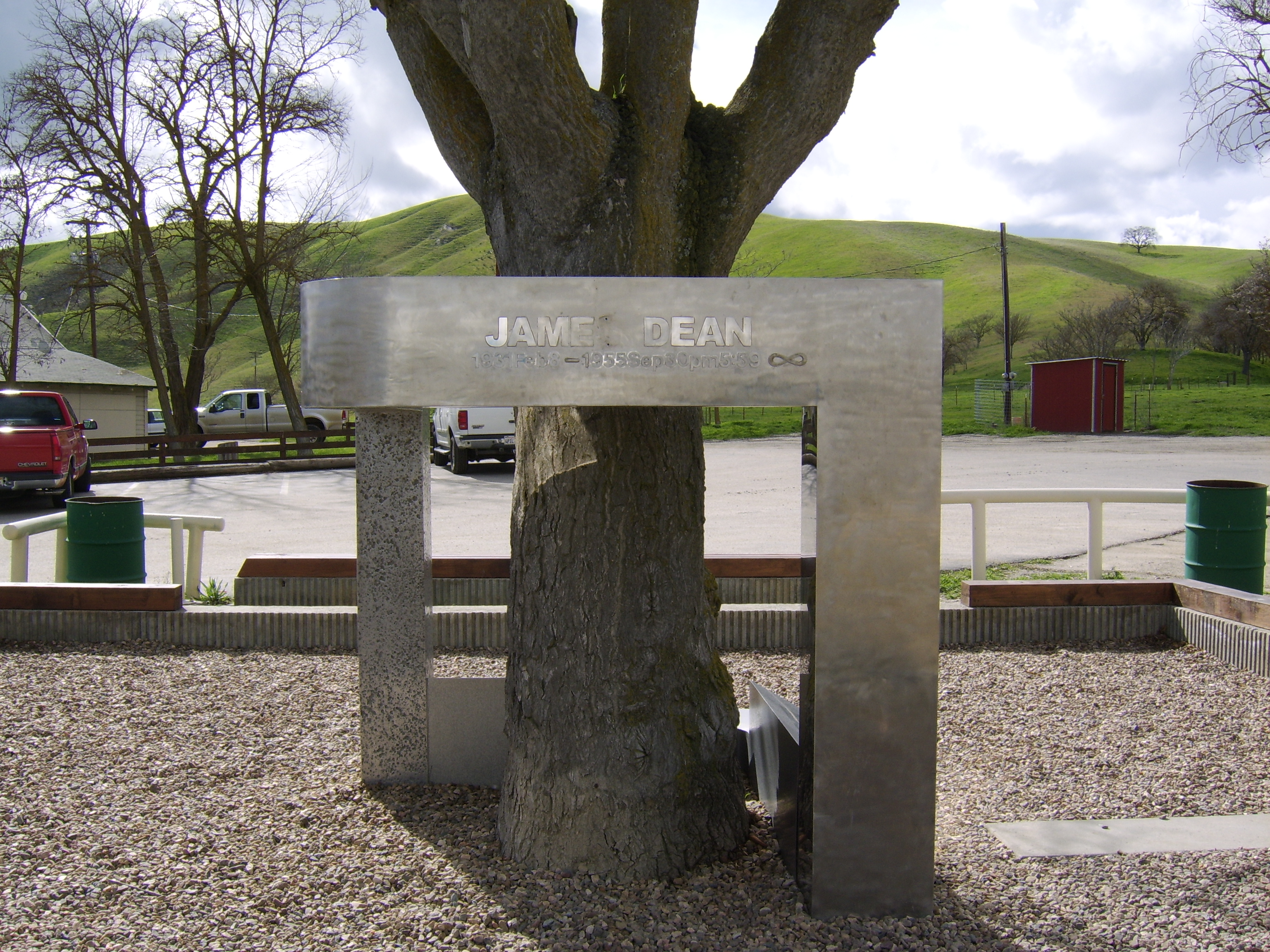
Das James Dean Monument in Cholame vom Mizui
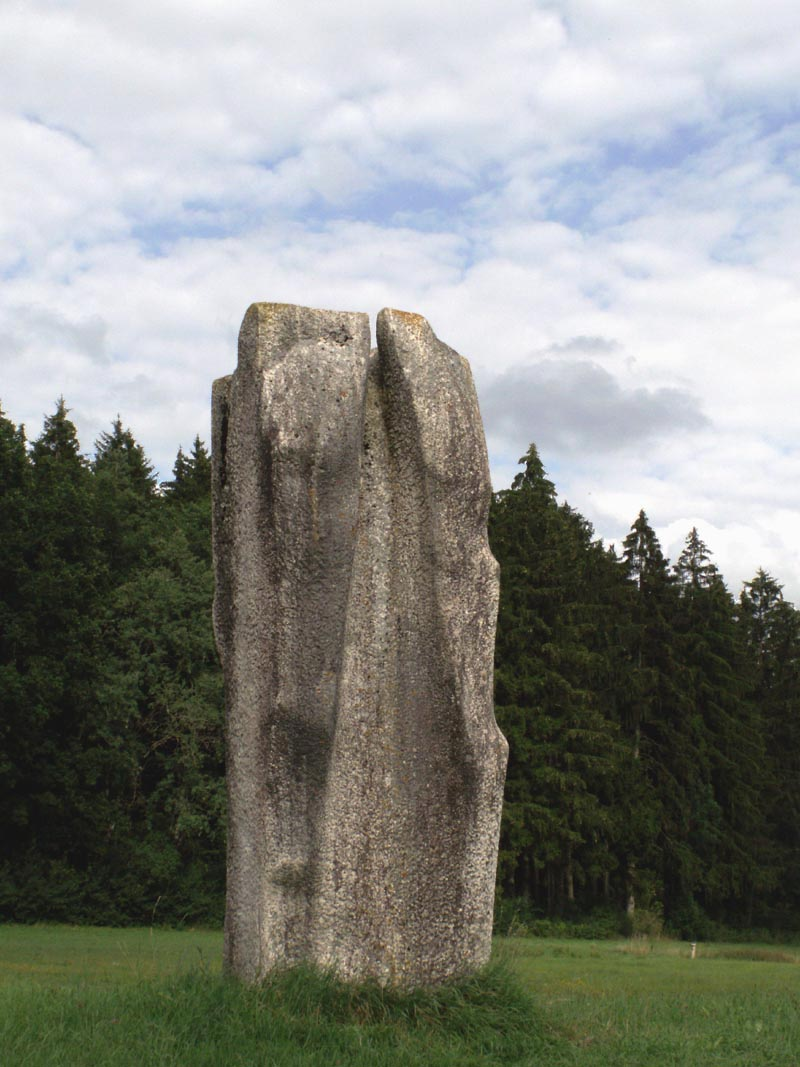
Skulptur entstand 1969/1970 anlässlich des Bildhauersymposions Oggelshausen
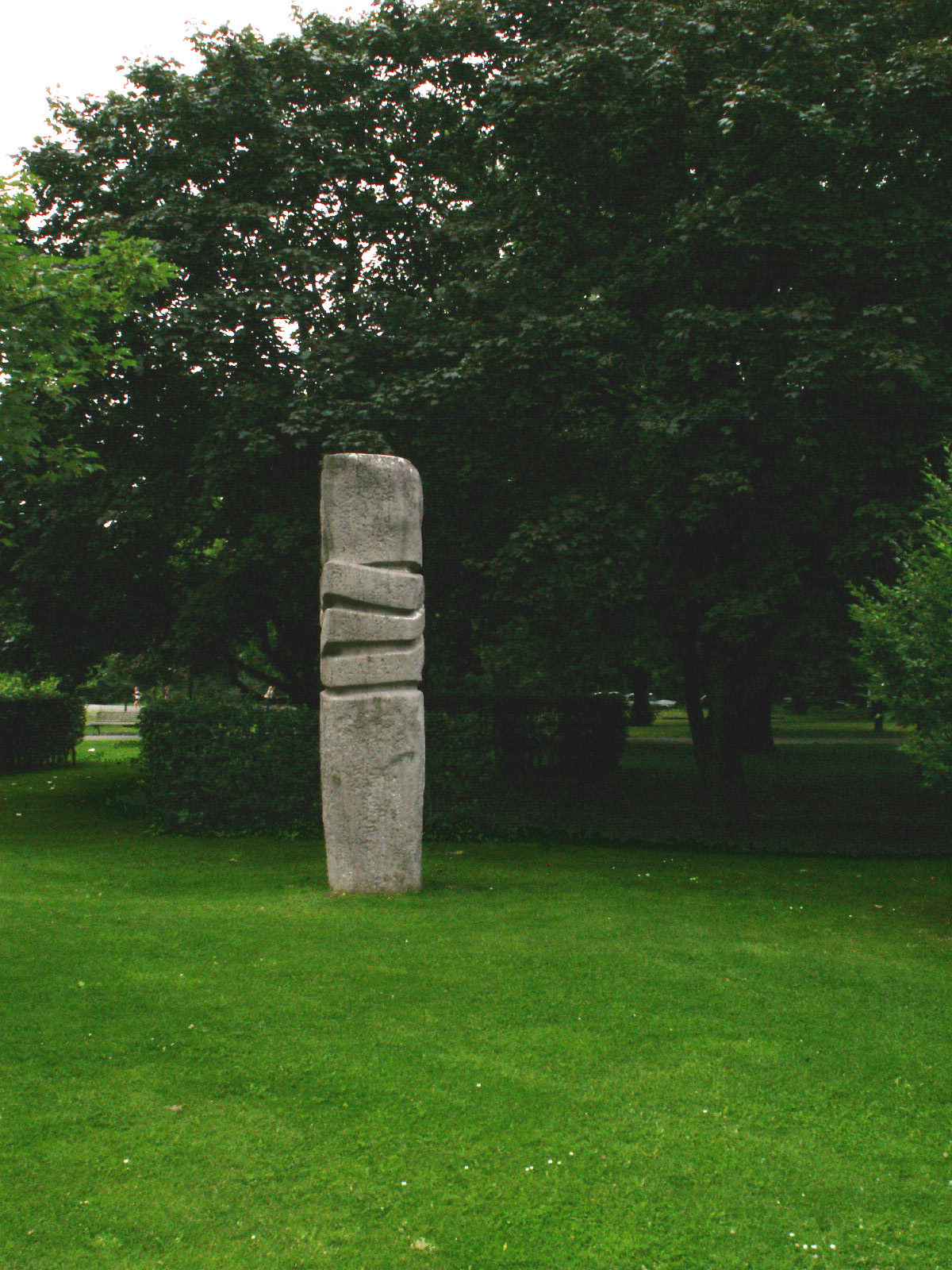
Ohne Titel (1961/62) in Berlin
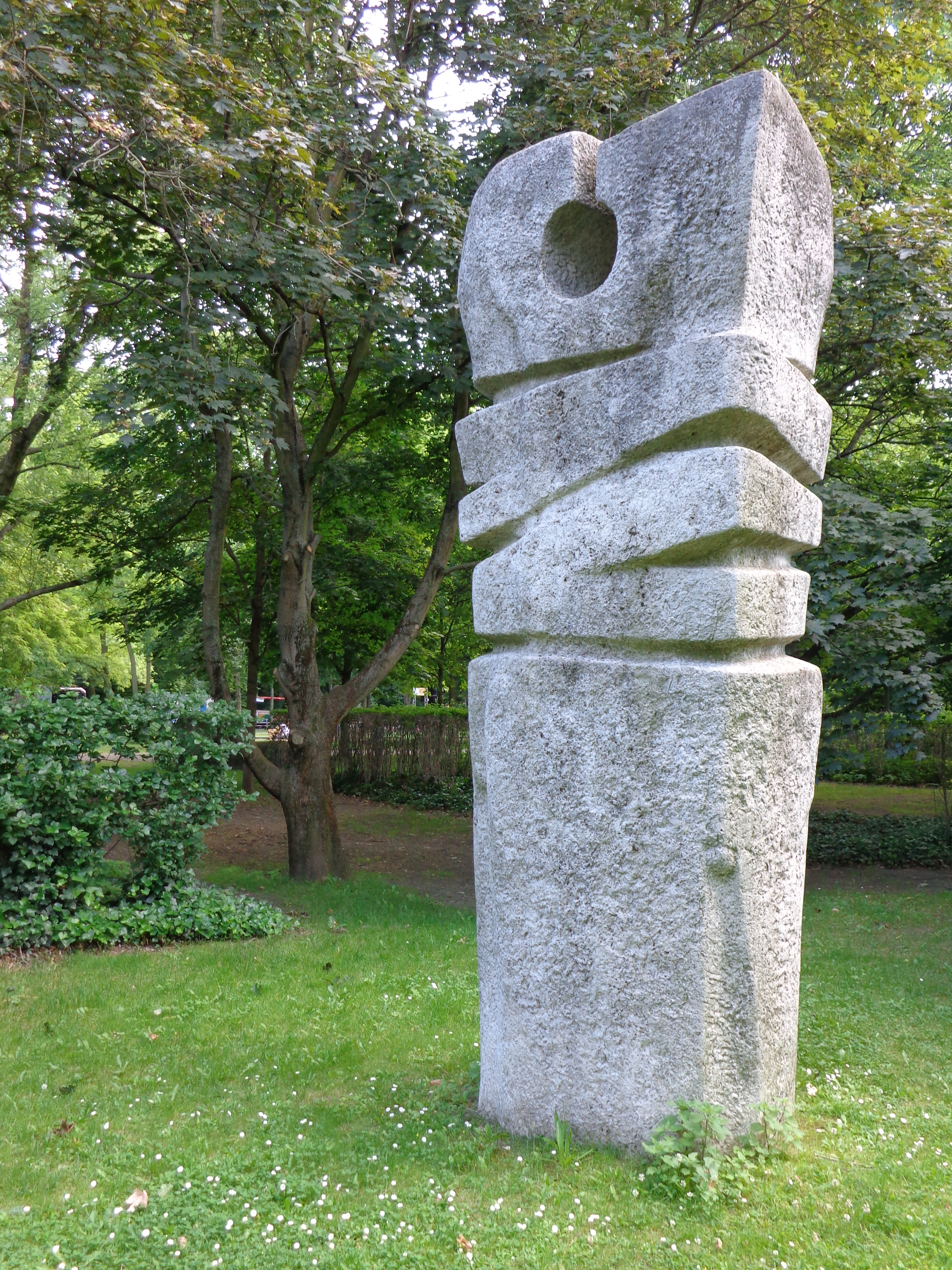
Schlüssel der Liebe / Berlin